# UFO-monumentet i Ängelholm

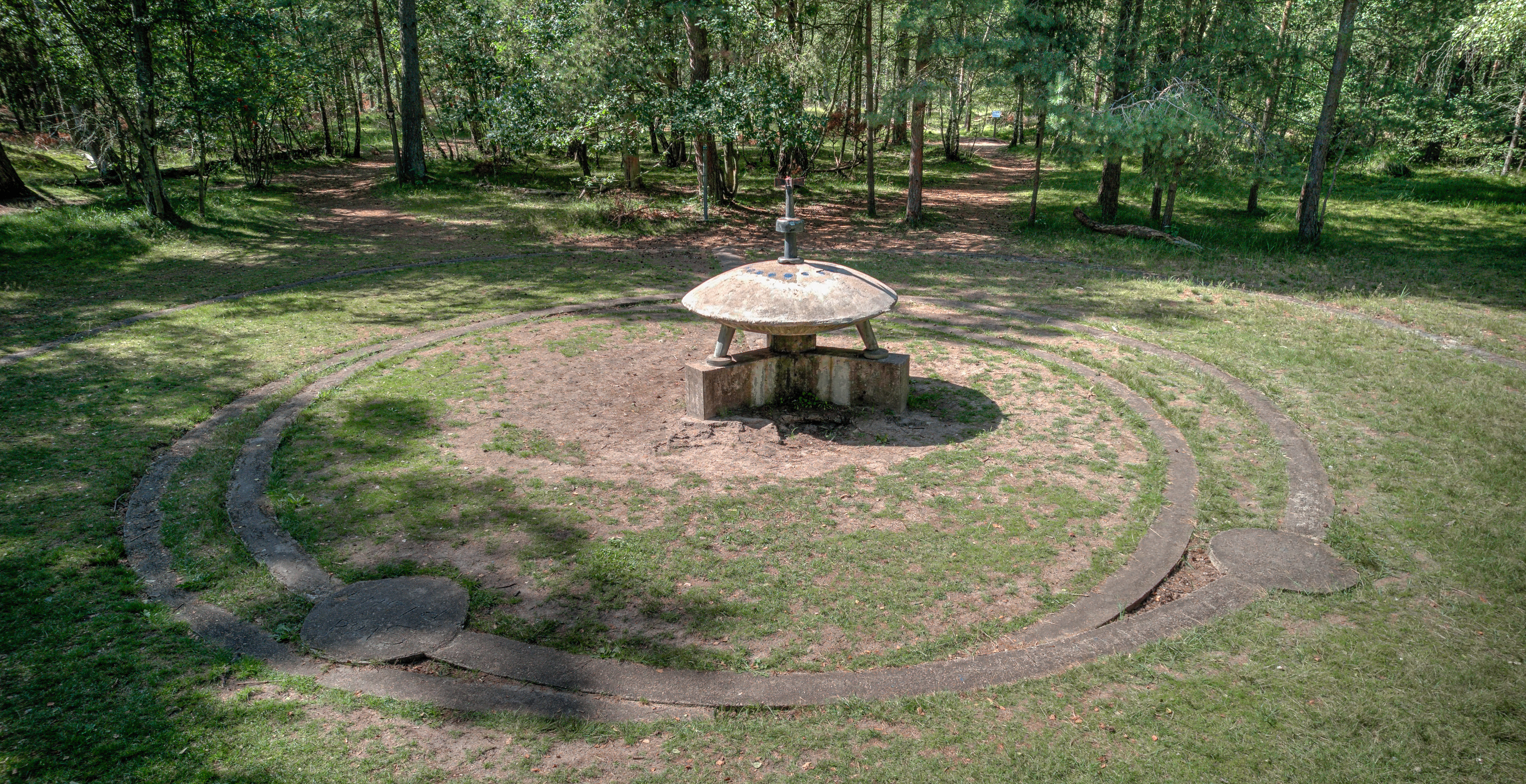
Skalmodellen och de inre ringarna, där markeringarna för landningsställens kontaktyta syns.

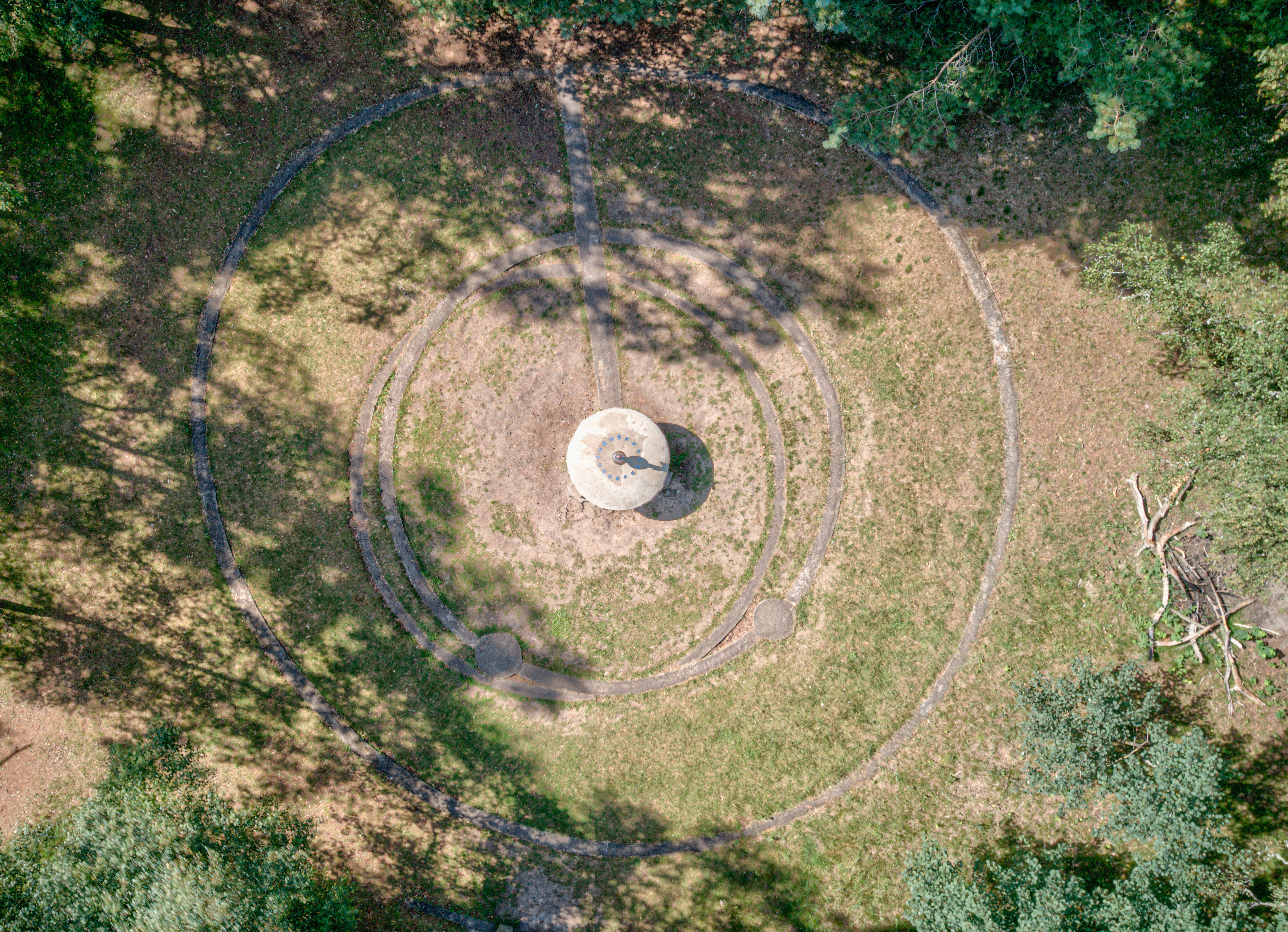
Monumentet fotograferat rakt uppifrån.

UFO-monumentet i Ängelholm är ett minnesmärke över en påstådd landning av en utomjordisk farkost i utkanten av Ängelholm, i området Sibirienskogen 18 maj 1946.
Den som bevittnade landningen var Gösta "Pollenkungen" Carlsson, och han lät 1972 uppföra monumentet på platsen för landningen. Monumentet består av en mindre skalmodell av själva farkosten, så som Carlsson minns det, och markeringar i betong som symboliserar de påstådda landningsspåren i originalstorlek.